# Бобров, Михаил Михайлович
Михаи́л Миха́йлович Бобро́в (11 августа 1923, Петроград — 19 августа 2018, Санкт-Петербург) — советский и российский военный альпинист, заслуженный работник физической культуры Российской Федерации (1996). Мастер спорта СССР по современному пятиборью (1956). заслуженный тренер РСФСР, почётный гражданин Санкт-Петербурга (1994).

## Биография

Мемориальная доска на территории Петропавловской крепости

В годы Великой Отечественной войны участвовал в маскировке высотных доминант Ленинграда (Исаакиевского, Петропавловского, Никольского соборов, Адмиралтейства, Михайловского замка).
Тренировался по лёгкой атлетике у Зиновия Иссурина.
Воевал разведчиком на Ленинградском фронте, старшим инструктором альпинизма 105-го отдельного горно-стрелкового отряда на перевалах Главного Кавказского хребта. Преподавал во фронтовой школе военного альпинизма и горнолыжного дела, был начальником горной подготовки дивизии и корпуса.
После войны окончил Краснознамённый военный институт физической культуры (квалификация — «спортивный педагог»). Двадцать лет возглавлял кафедру физической культуры и спорта в Военной академии имени А. Ф. Можайского, затем в течение восьми лет заведовал кафедрой физвоспитания в Ленинградском государственном университете имени Жданова. С 1977 по 1980 работал тренером сборной Исландии по лёгкой атлетике. С 1982 года был главным консультантом и руководителем трюковых съёмок киностудии «Ленфильм».
Заведующий кафедрой физического воспитания Санкт-Петербургского гуманитарного университета профсоюзов с 1994 года, почётный профессор университета. На территории вуза на Аллее Славы в 2006 году был открыт его бюст. Председатель Совета ветеранов войны горнострелковых отрядов.
Профессор, автор более 100 научных работ. Действительный член Русского географического общества. Президент Федерации современного пятиборья Петербурга и Ленинградской области, организатор крупных международных соревнований. Заслуженный тренер России, заслуженный работник физической культуры России (1996). Мастер спорта СССР, арбитр международной категории.
Занесён в «Книгу рекордов Гиннесса» как старейший в мире покоритель Северного полюса (12 апреля 1999 в возрасте 75 лет). Удостоен 20 государственных наград, в том числе ордена Александра Невского (2015).
Скончался 19 августа 2018 года в Санкт-Петербурге в возрасте 95 лет. Прощание состоялось 23 августа во дворце спорта «Юбилейный», в тот же день был похоронен на Серафимовском кладбище.
В мае 2023 года имя Михаила Боброва присвоено скверу в Санкт-Петербурге.

## Публикации
- Бобров М. Записки военного альпиниста. От ленинградских шпилей до вершин Кавказа 1941–1945. — Москва: Центрполиграф, 2015. — 310 с. — ISBN 978-5-227-06135-5.
- Бобров М. Я люблю тебя, жизнь!. — СПб.: Изд-во СПбГУП, 2017. — 480 с. — ISBN 978-5-7621-0917-8
- Бобров М. Университетские встречи: 21 текст. — СПб.: Изд-во СПбГУП, 2017. — 232 с. — ISBN 978-5-7621-0913-0